# Jan Sebastian Osiecki
Jan Sebastian Osiecki herbu Dołęga (zm. w 1689 roku) – chorąży brzeskokujawski w latach 1657–1687.
Poseł województw brzeskokujawskiego i inowrocławskiego na sejm 1661 roku. Poseł sejmiku radziejowskiego na sejm 1667 roku i sejm nadzwyczajny 1668 roku. Był elektorem Michała Korybuta Wiśniowieckiego z województwa brzeskokujawskiego w 1669 roku. Członek konfederacji województw kujawskich w 1670 roku. W 1672 roku był deputatem województwa brzeskokujawskiego na Trybunał Główny Koronny. W 1674 roku był elektorem Jana III Sobieskiego z województwa inowrocławskiego. Poseł sejmiku radziejowskiego województw brzeskokujawskiego i inowrocławskiego na sejm koronacyjny 1676 roku. Poseł na sejm 1677 roku.